# Kapitanivka, Berezivka
Kapitanivka (în ucraineană Капітанівка) este un sat în comunei Kurisove din raionul Berezivka, regiunea Odesa, Ucraina.

## Demografie
Componența lingvistică a localității Kapitanivka
     Ucraineană (99,02%)
     Alte limbi (0,98%)
Conform recensământului din 2001, majoritatea populației localității Kapitanivka era vorbitoare de ucraineană (99,02%), existând în minoritate și vorbitori de alte limbi.